# Peebos
Peebos (lokaal ook Piebos) is een gehucht en streek in de gemeente Westerkwartier in de provincie Groningen. Het ligt ten westen van Doezum tegen de grens met de provincie Friesland. De naam komt van een bos dat hier stond en mogelijk eigendom was van een man genaamd Pebe (Piebe). Vroeger werd het dan ook wel Pebebosch genoemd.

## Bos en Zijlroe
Het was lange tijd een ruig gebied bestaande uit laaggelegen broek- en veenlanden, die begroeid waren met riet, elzen en wilgen en grensden aan het beekdal van de Lauwers. In het oostelijk deel lag later een bos, grofweg ten noordwesten van de kruising tussen de Peebos en de Doezumertocht. De laatste delen van het bos verdwenen in de Tweede Wereldoorlog. Aan de Doezumertocht ligt nog een houtzagerij en -handel (Van der Naald) die mogelijk verband hield met het bos (mogelijkheid voor vlotterij; vervoer van de boomstammen).
Ten zuiden van het bos slingerde de Oude Zijlroe, een oude tochtsloot die waarschijnlijk rond 1490 door monniken werd gegraven ter verbetering van de afvoer en die liep van de Opender Meeden langs Peebos (waar nu de weg Peebos ligt), De Ees(t) en Dorp naar de Schalkendam (rond 1300 als 'zijl' opgeheven, nabij waar nu de Hilmahuistermolen staat) en later (toen het Kolonelsdiep was gegraven) uitmondde bij de Dorpstertil in de Doezumertocht. Tegenwoordig bestaat de Oude Zijlroe op sommige trajecten niet meer. Haar loop is daarnaast gedeeltelijk overgenomen door de veel jongere Doezumertocht; zo is de weg tussen Peebos (vanaf de ophaalbrug uit 1930) en de Polder Bombay (Doezumertocht) bijvoorbeeld deels aangelegd langs de Oude Zijlroe, die hier later dus Doezumertocht werd genoemd.

## De Zanden
Vroeger werd een deel van het huidige Peebos waarschijnlijk De Zanden genoemd (nu nog een boerderij aan de Peebos 4, al is het historisch-geografisch en fysisch-geografisch onwaarschijnlijk dat de directe omgeving van deze boerderij De Zanden werd genoemd) en vroeger mogelijk Curringerzand, naar een ontginner genaamd Curringer, waarnaar Kornhorn mogelijk is vernoemd. In De Zanden liet jonker Johan Polman I (1579-1653) van de noordoostelijker gelegen borg Ees(t) (waar nu de buurtschap De Eest ligt) in de 17e eeuw een ontginningsboerderij bouwen. Naar hem is ook de Polmalaan genoemd die vanuit Peebos naar het zuiden loopt door de veengebieden die hij rond 1630 had aangekocht ter ontginning.

## Pettengebied Doezumermieden
Ten noordwesten van het gehucht in de polder de Doezumermieden liggen een groot aantal bij de vervening gevormde petgaten, die tezamen worden aangeduid als De Petten. In sommige van die veenputten komt de groene glazenmaker voor, een libellesoort die zeldzaam is. Het pettengebied was net als een niet meer bestaande keuterij eigendom van eigenaar Melle Visser, die het later aan Staatsbosbeheer verkocht. Onder de bevolking ontstond daarop wrevel omdat zij de gebieden van Staatsbosbeheer niet mochten betreden. Later werden er wandelpaden aangelegd die verwijzen naar de historie van het gebied (Pettenpad en Melle’s pad uit 1999 en Pebe’s pad uit 2007 - dwarsverbinding).

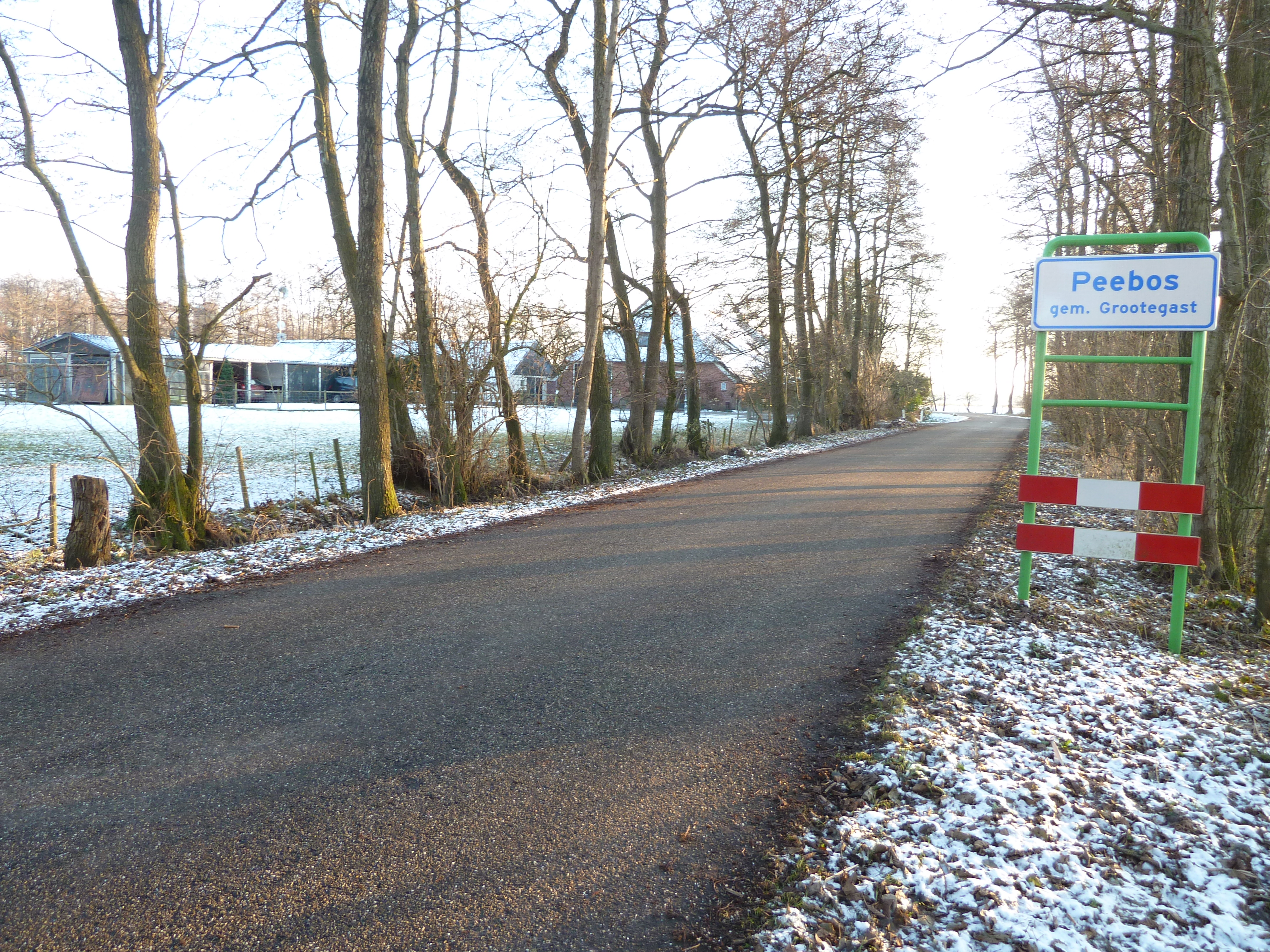
Plaatsnaambordje vanaf de richting Stroobos
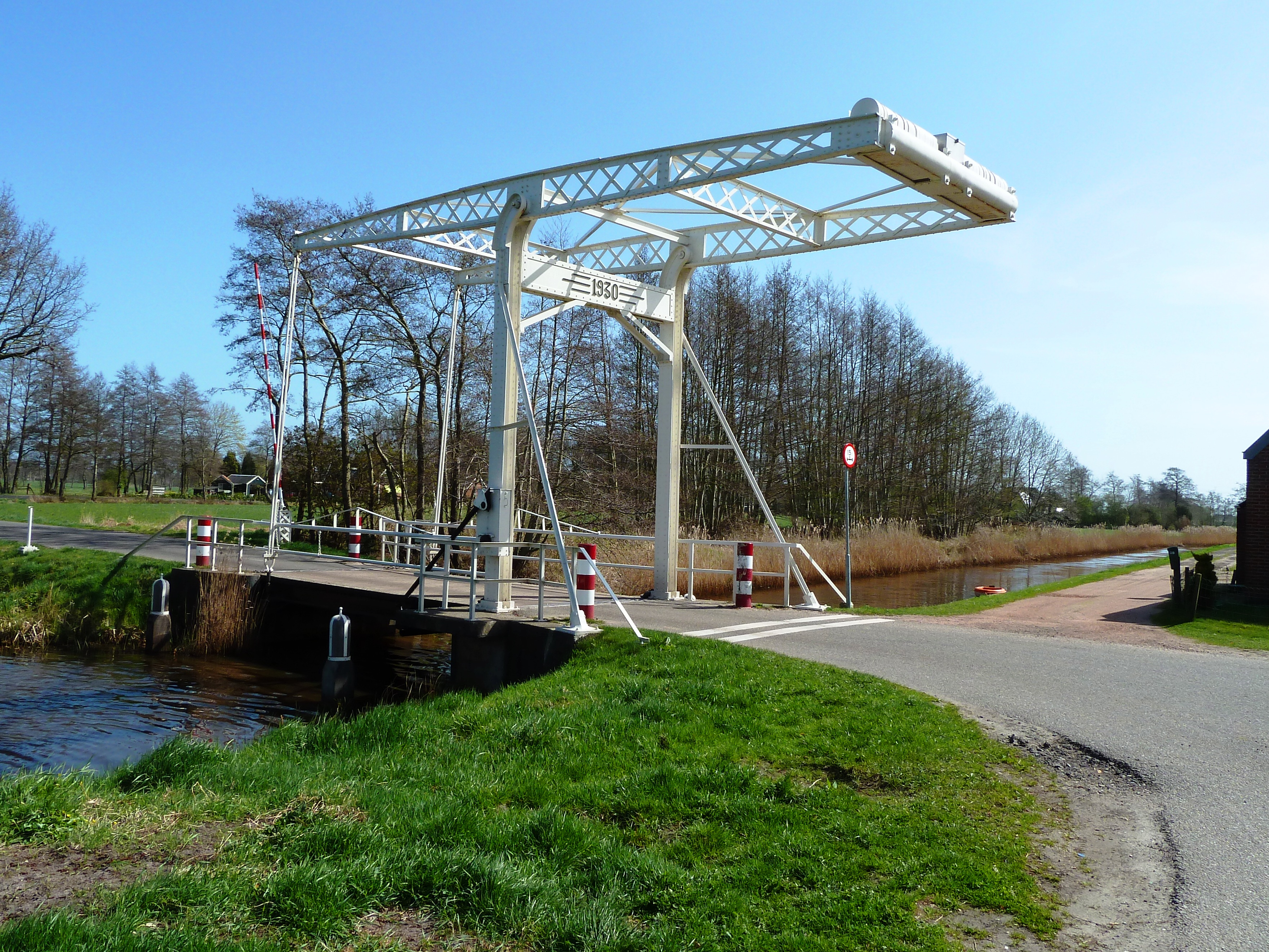
Ophaalbrug (1930) over de Doezumertocht bij Peebos
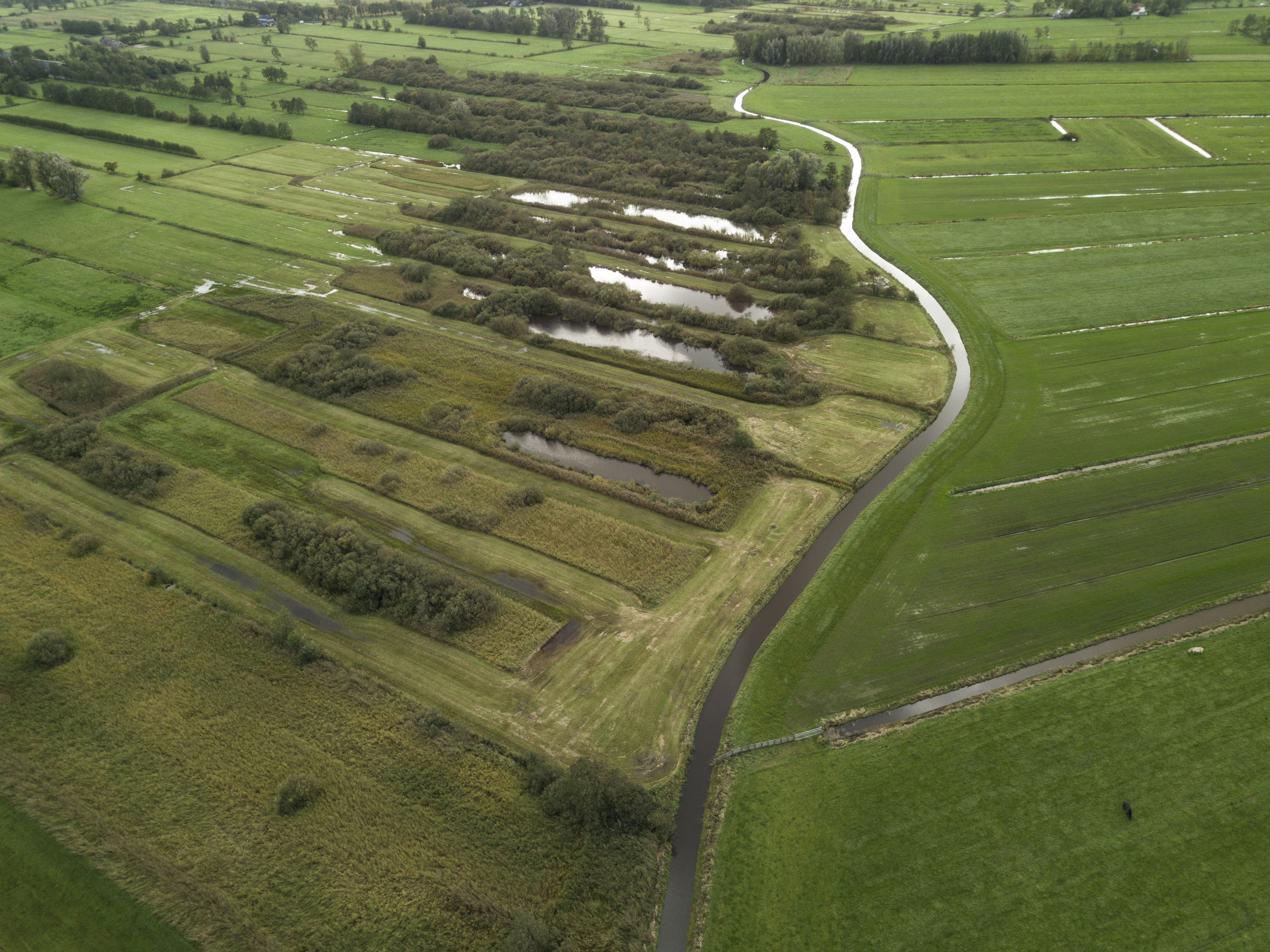
Doezumermieden met petgaten en rivier de Lauwers
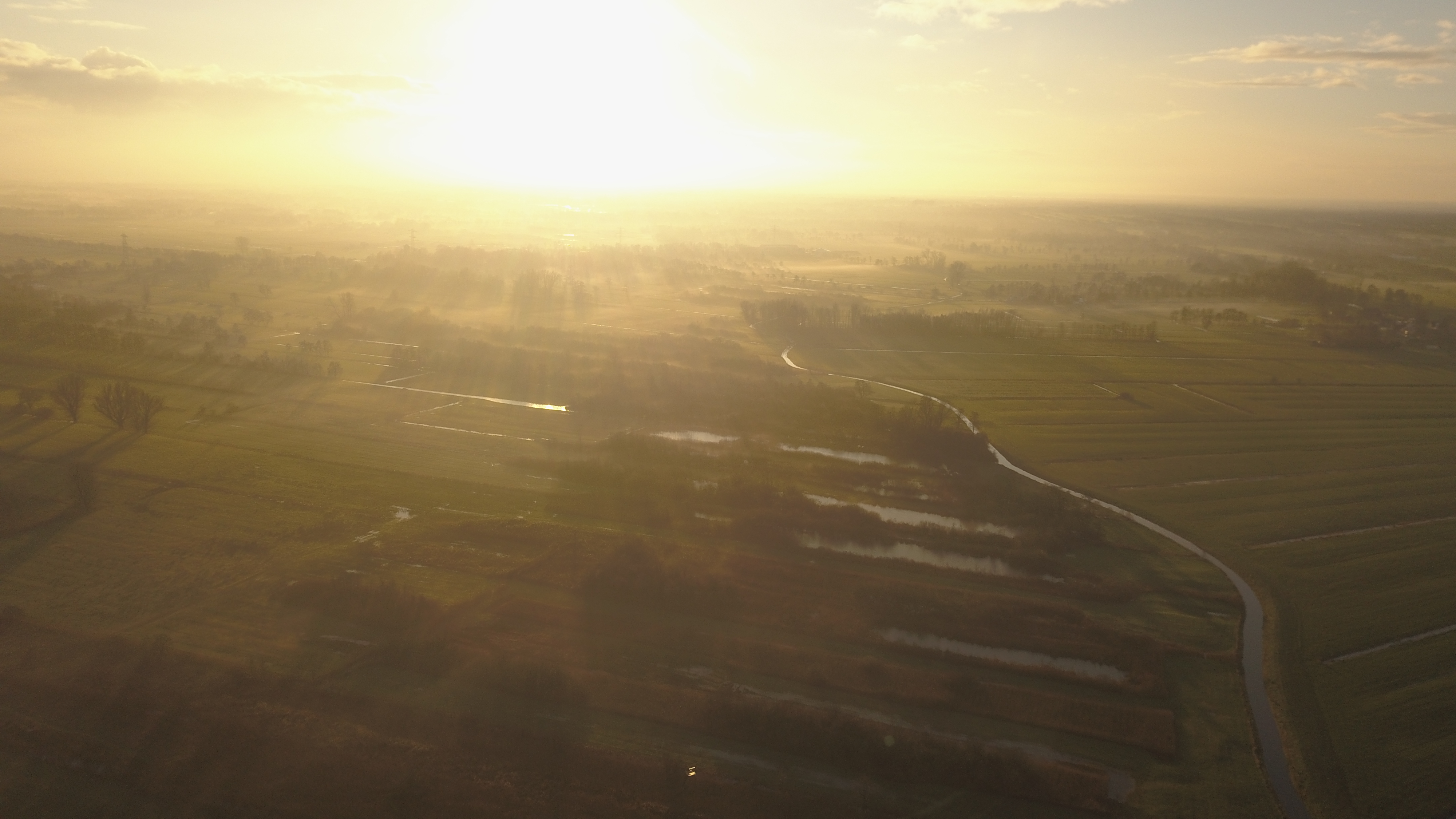
Doezumermieden tijdens de zonsondergang van 1 december 2017
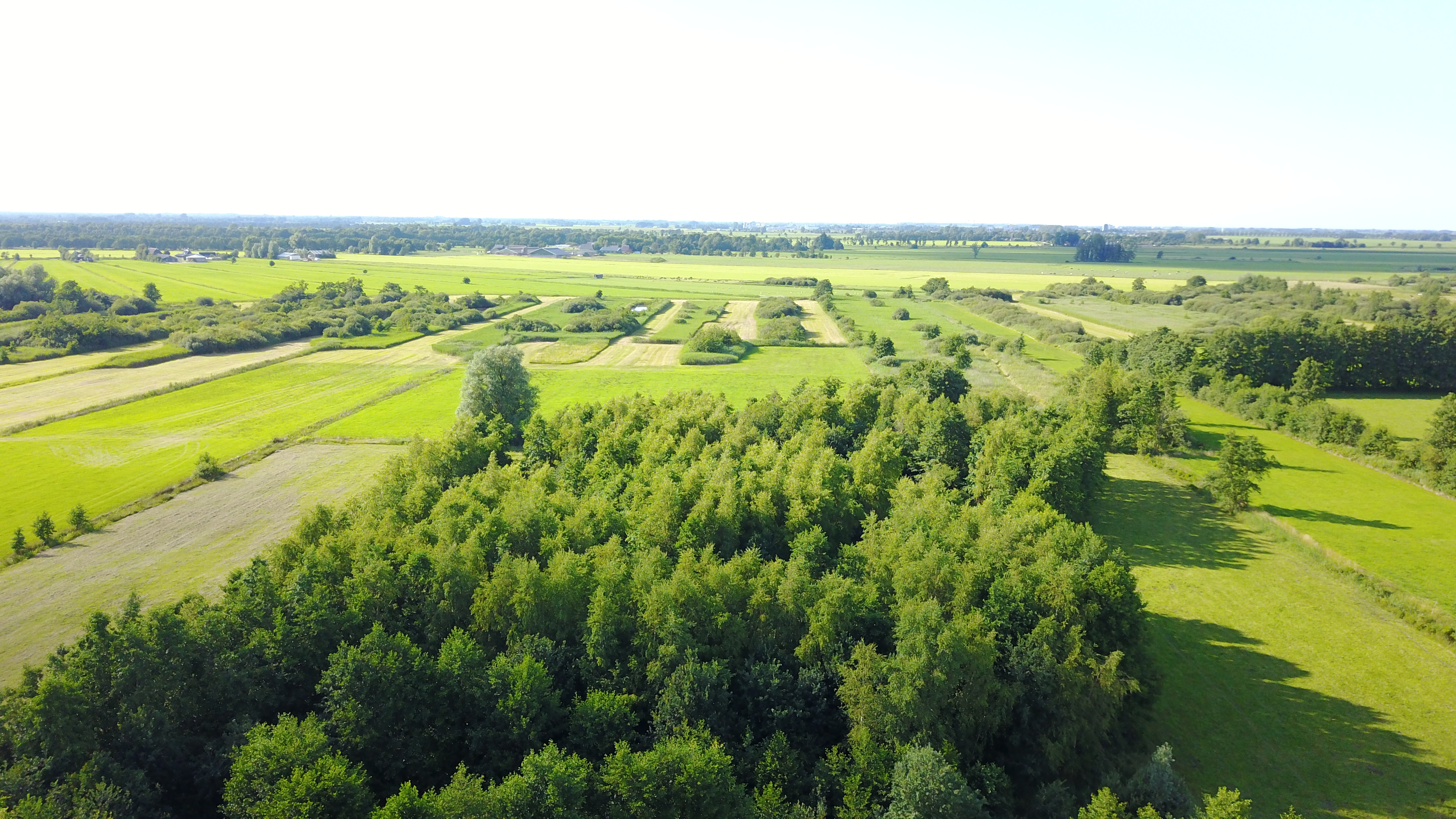
Het in 2006 aangeplante Pebe's Bos met op de achtergrond het pettengebied en Friesland